# Чурнаволок
Чурна́волок (рос. Чурнаволок) — дрібний острів у Білому морі, біля північного краю Онезького півострова. Адміністративно відноситься до Приморського району Архангельської області Росії.
Острів розташований на краю Чурнаволоцької коси, що простягається на 2 км на північ від крайнього північно-східного мису Палецький острова Жижгинський. Поверхня кам'яниста, вільна від рослинності. На острові встановлено освітлюваний знак. На північний схід від острова лежить банка з глибинами 10,6 м. На північний захід від острова встановлено плавучий буй.